# 패트리스 도넬리
패트리스 도넬리(Patrice Donnelly, 1950년 4월 30일 ~ )는 미국의 배우, 육상 선수, 영화배우이다.
샌디에이고에서 태어났다.

## 영화
- 불타는 도전 (1986년)